# 7-й стрелковый полк (1808)
7-й Стрелковый полк

Полковой праздник — 6 декабря

Старшинство по состоянию на 1914: 28 июля 1809 года
28.07.1809 г. - сформирован 2-й гренадерский учебный батальон. Входил в состав 2-й стрелковой дивизии. Дислокация: г. Ченстохов (19(01).07(08).1914) 2 батальона, 3 батальона с 28(09).03(04).1915. Награды: 1. Знамя образца 1900 г. с образом Спаса Нерукотворного и малиновой каймой, шитье золотое, с надписью: "1809-1909". С Александровской юбилейной лентой. Пожаловано в честь 100-летия полка 28.07.1909 г. 2. Знаки отличия на головные уборы с надписью: «За отличiе въ войну съ Японiей въ 1904 и 1905 годахъ». ВП 30.07.1911 г. 3. Знаки нагрудные (горжеты) у офицеров полка за то же отличие (пожалованы в 1909 г.). 13(26).10.1917 – 2-я, 11-я и 12-я роты названы «ротами смерти».

## История
Сформирован 28 июня 1809 г. как Учебный гренадерский батальон

примеч. с 1885 старшинство части стало считаться с 28 июля 1809 года
 
с момента сформирования и вплоть до 1856 назначением части была подготовка для пеших частей армии унтер-офицеров, горнистов и флейтщиков, батальон входил в состав учебных войск

с 15 августа 1809 2-й Учебный гренадерский батальон

13 августа 1811 пожалованы 2 простых знамени

21 августа 1814 в батальоне оставлено 1 знамя

приказом от 16 марта 1816 вместе с 1-м и 3-м учебными гренадерскими батальонами составил к 25 марта 1816 Учебный Карабинерный полк (с 22 октября 1826 1-й Учебный Карабинерный полк)

примеч. в этом полку батальон составлял 2-й батальон
 
16 января 1837 пожаловано новое простое знамя

примеч. являлось знаменем части до 1908 года
 
23 ноября 1856 батальон отделен от полка, перечислен из учебных войск в действующие и причислен в качестве стрелкового батальона к 7-й пехотной дивизии

примеч. 23 ноября 1856 1-й Учебный Карабинерный полк переформирован:
- а из 3-го батальона (сформирован 25 февраля 1834) с 4-м неранжированным батальоном (сформирован 29 января 1847) и 5-м батальоном из кантонистов (сформирован 7 августа 1847) составили 1-й Учебный Стрелковый полк 3-х батальонного состава, полк этот в 1857 сведен в 1-й Учебный Стрелковый батальон, в июне 1860 переформирован в 1-й резервный стрелковый батальон и был разделён 6 августа 1864 на формирование резервных батальонов (упразднены в 1873)

18 марта 1857 назван 7-м стрелковым батальоном, продолжая оставаться в составе 7-й пехотной дивизии

31 августа 1870 г. переведен в состав тогда сформированной 2-й Стрелковой бригады, при этом сохранив свой номер

18 ноября 1885 батальону установлено старшинство с 28 июля 1809 года

31 декабря 1888 — переформирован в полк двухбатальонного состава и назван 7-й Стрелковый полк

в 1904—1905 участвовал в боевых действиях

Весной 1905 развернут в четырёхбатальонный состав

в 1906 вновь сведен в состав двухбатальонного полка

28 июля 1909 в честь столетнего юбилея пожаловано юбилейное простое знамя с юбилейной александровской лентой «1809-1909» 

30 июля 1911 полку пожалованы знаки нагрудные для офицеров и головные для нижних чинов с надписью «За отличие в войну с Японией в 1904 и 1905 годах»

## Знаки отличия полка
- Простое знамя с юбилейной Александровской лентой и надписью «1809—1909».
- Знаки отличия (нагрудные у офицеров, на головные уборы у нижних чинов) с надписью: «За отличіе въ войну съ Японіей въ 1904 и 1905 годахъ». Высочайший приказ 30 июля 1911 года.

## Командиры полка
- 16.01.1890 — 05.12.1891 — полковник Редькин, Пётр Тимофеевич

## Известные люди, служившие в полку
- Жабрев, Фёдор Никитич —  унтер-офицер, полный Георгиевский кавалер. Впоследствии советский военачальник, генерал-майор.

## Примечание
все даты приведены по старому стилю